# نانسی چودروف
نانسی چودروف * (به انگلیسی: Nancy Chodorow) (۱۹۴۴–) نویسنده، روان‌کاو و جامعه‌شناس فمینیست آمریکایی است. کتاب مشهور او بازتولید مادری* (۱۹۷۸) نام دارد.
چودروف شکل گیری هویت جنسیتی را از درون شناخت پویش‌های روانی خانواده و روابط ابژه‌ای کودک با مادرش می‌داند.
چودوروف نظریه‌های سنتی روابط ابژگانی و روایت فرویدی رشد هویت جنسیتی را بازنگری کرد. او نظریات خود را برپایه کارهای کارن هورنی و ملانی کلاین، تالکوت پارسونز، و روان‌کاوان مکتب فرانکفورت بنا نهاد. تمرکز بحث چودوروف از پدر و عقده اودیپ به مادر و مرحله پیشااودیپی منتقل شده‌است.
او یکی از مهم‌ترین عوامل سلطه مردانه را این می‌داند که پرورش کودکان برعهده مادر است. چرا که زنانی که مادر می‌شوند و (مردانی که مادر - پرورش دهنده کودک - نمی‌شوند) دخترانی به وجود می‌آورند که میل به مادر بودن دارند و پسرهایی به وجود می‌آورند که مردانگی برایشان به معنای برتری مردانه است و ظرفیت‌ها و نیازهای پرورش‌دهندگی در آن‌ها سرکوب و محدود می‌شود. بنابراین نابرابری جنسی امری جامعه‌شناسانه و روان‌شناسانه محسوب می‌شود نه امری «طبیعی» و زیست‌شناسانه. که در هر نسل بازتولید می‌شود. نتیجه اجتماعی این رویکرد، سازمان‌دهی وظایف والدین به گونه‌ای است که این وظایف میان زنان و مردان تقسیم شود.
موضوع مطالعات چودوراو در کتاب‌های بعدی‌اش (مانند مجموعه مقاله‌های فمینیسم و نظریه روان‌کاوی -۱۹۸۹) بر تحولات اجتماعی و تفسیر تفاوت‌های میان زنان (مثلاً نژاد، طبقه و قومیت)، چندصدایی روایت‌های زنان، و تکثر هویت‌های اجتماعی، روان‌شناسانه و فرهنگی زنان کرده‌است که در پاسخ نقد ماتریالیست‌ها مبنی بر اینکه «روان‌کاوی فاقد خصوصیت تاریخی و فرهنگی است» است و دیگر این بحث که سلطه مذکر علت واحدی دارد، و اینکه تفاوت‌های جنسیتی همواره درگیر مناسبات مبتنی بر نابرابری هستند را پی‌گیری نمی‌کند.